# Boryszkowce
Boryszkowce – wieś na Ukrainie w rejonie czortkowskim należącym do obwodu tarnopolskiego, położona nad rzeką Zbrucz.
W okresie międzywojennym w miejscowości stacjonowała kompania graniczna KOP „Boryszkowce”.
Do 2020 w rejonie borszczowskim.